# Bulinus permembranaceus
Bulinus permembranaceus е вид коремоного от семейство Planorbidae.

## Разпространение и местообитание
Видът е разпространен в Кения.
Обитава сладководни басейни и потоци.